# Ed Sanders (attore)
Edward Sanders (East Sussex, 4 febbraio 1993) è un attore e cantante britannico. Interpreta Tobias Ragg nel musical thriller Sweeney Todd - Il diabolico barbiere di Fleet Street.

## Biografia
Sanders ha frequentato la Copthorne Prep School e attualmente frequenta il College di Ardingly dove è membro dell'orchestra della scuola e canta nel coro. Sanders è stato ricercato per il ruolo di Tobias dopo che è apparso con il Teatro Nazionale dei Giovani Musicisti al festival dell'arte di Tonbridge. Per ottenere il ruolo, ha gareggiato contro centinaia di altri studenti, molti dei quali provenienti da scuole di teatro.

## Filmografia
- Sweeney Todd - Il diabolico barbiere di Fleet Street ( Sweeney Todd: The Demon Barber of Fleet Street), regia di Tim Burton (2007)

## Riconoscimenti
- Las Vegas Film Critics Society Awards
  - 2008 – Miglior giovane attore in un film per Sweeney Todd - Il diabolico barbiere di Fleet Street
- Phoenix Film Critics Society Awards
  - 2007 – Miglior prova di un giovane attore per Sweeney Todd – Il diabolico barbiere di Fleet Street